# Tena Petika
Tena Petika (født 16. juni 2000 i Koprivnica, Kroatien) er en kvindelig kroatisk håndboldspiller, der spiller for franske OGC Nice Côte d’Azur og Kroatiens kvindehåndboldlandshold.
Hun blev udtaget til landstræner Nenad Šoštarić' trup ved VM i kvindehåndbold 2021 i Spanien, hvor det kroatiske hold blev nummer 18.